# Pelecopselaphus
Pelecopselaphus es un género de escarabajos de la familia Buprestidae.

## Especies
- Pelecopselaphus acutus Saunders, 1874
- Pelecopselaphus angularis (Schönherr, 1817)
- Pelecopselaphus basalis Kerremans, 1899
- Pelecopselaphus blandus (Fabricius, 1781)
- Pelecopselaphus ceibae Westcott, 2000
- Pelecopselaphus chevrolatii Saunders, 1874
- Pelecopselaphus curtus Thomson, 1878
- Pelecopselaphus frontalis Waterhouse, 1882
- Pelecopselaphus lateralis Waterhouse, 1882
- Pelecopselaphus purpureomarginatus Lotte, 1937
- Pelecopselaphus strandi Obenberger, 1924
- Pelecopselaphus strictus (Linnaeus, 1758)
- Pelecopselaphus viridiventris Cobos, 1957